# Matica hrvatska
A Matica hrvatska a legrégebbi független, nonprofit és nem kormányzati horvát nemzeti kulturális intézmény.
A horvát nemzeti újjászületés időszakában 1842. február 2-án alapították Draskovich János gróf és az illír mozgalom más prominens tagjai azzal a céllal, hogy előmozdítsa a nemzeti és kulturális identitást a művészeti, tudományos és szellemi kreativitás, a gazdaság és közélet, valamint a társadalmi fejlődésről való gondoskodás területén. A Matica ma Horvátország egyik legnagyobb és legjelentősebb könyv- és folyóirat-kiadója. Kéthetente adja ki a Vijenac című művészeti, kulturális és tudományos irodalmi folyóiratot, a Hrvatska revija című irodalmi, művészeti és kultúréleti folyóiratot, valamint a Kolo irodalmi és tudományos folyóiratot. A Matica hrvatska a publikálás mellett számos kulturális és tudományos rendezvényt is szervez: könyvbemutatókat, tudományos szimpóziumokat, kerekasztal-beszélgetéseket, szakmai és tudományos előadásokat és komolyzenei koncerteket. Évente több mint száz rendezvényt tartanak a Matica hrvatska központjában, és a Matica helyi szervezetei is hasonlóan aktívak.
A központban működik a Matica hrvatska Galéria is, ahol fiatal művészek állítanak ki. A „Mladi glazbenici u Matici hrvatskoj” (Fiatal zenészek a Matica hrvatskában) című ciklusban horvátországi zeneiskolák és zenei kurzusok tehetséges és díjnyertes diákjai lépnek fel. A „Salon Matice hrvatske” (Matica hrvatska Szalon) a tudomány, a művészet és általában a kultúra különböző területeiről szervez előadásokat, szinte kizárólag a fiatalabb vagy középgenerációhoz tartozó előadókkal. A Matica hrvatska különböző osztályai előadásokat, fórumokat és összejöveteleket tartanak tevékenységükkel kapcsolatban. A Matica hrvatska szervezője a Kommunikációs Iskolának és a Filozófiai Iskolának is, amelyek lehetővé teszik az ígéretes hallgatók számára az aktív részvételt és készségeik fejlesztését.
A Matica hrvatska száz fiókszervezete mintegy húsz irodalmi folyóiratot ad ki, köztük a Dubrovnik, a Književna revija, a Dometi, a Zadarska smotra, a Riječi, stb. folyóiratokat. Helyi szervezetei sok esetben a helyi kulturális élet egyetlen hordozói. A Matica hrvatska tagja a Horvát Köztársaság bármely nagykorú állampolgára, vagy más állampolgárságú horvát is lehet, aki elfogadja a Matica hrvatska programját.

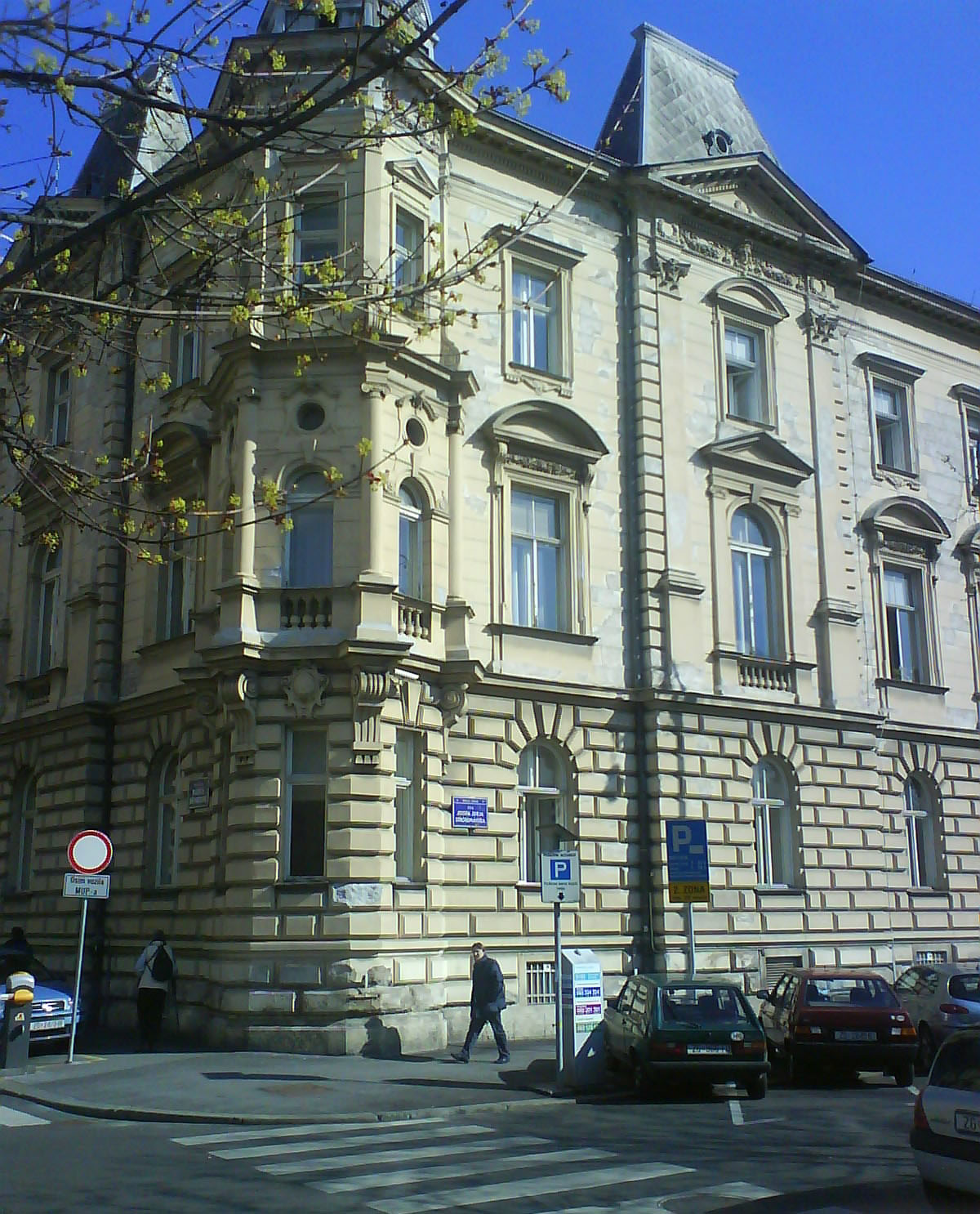
A Matica hrvatska székháza Zágrábban

## Története

### A kezdetek
A Matica az 1838. augusztus 4-én alapított Ilirska Čitaonica (Illír Olvasókör) keretei között alakult Ilirska Matica néven 1842. február 10-én. Első elnöke Draskovich János gróf volt, aki 1850-ig töltötte be tisztségét, amikor az olvasókör megszűnt, és a Matica elkezdett önállósodni. Első titkára alapításától 1846-ig Vjekoslav Babukić volt. 1886-ig megszakításokkal a Narodni dom (Népház) palotájában működött. 1862-ben megalakult a Matica Ilirska dalmáciai szervezete is. Első elnöke Miho Klaić zárai horvát politikus volt. 1912-ben a Matica dalmatinska beolvadt a Matica hrvatskába.

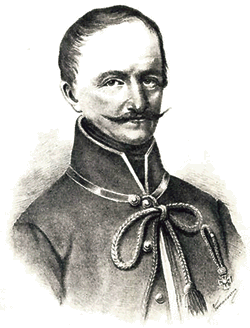
Gróf Draskovich János a Matica első elnöke

A Matica által kiadott első két könyvet 1844-ben a központi kormány által Horvátországra kirótt cenzúra miatt még Bécsben nyomtatták ki. Az egyik az Osman, a II. Oszmán oszmán szultán életével és uralkodásával kapcsolatos eseményekről szóló történelmi-romantikus eposz, amelyet Ivan Gundulić írt, a másik pedig Dimitrija Demeter Teuta illír királynőről szóló tragédiája, akinek az Adriai-tenger déli részén folytatott kalózkodása a Rómával vívott háborúhoz, és népe rabszolgaságához vezetett.
Az 1840-es és 1850-es évek különösen nehézek voltak a horvát kultúra számára. Bár a Matica statútumát végül 1847-ben elfogadták, a könyvkiadás és a nemzet kulturális élete az 1848-as forradalom miatt akkor még nem volt prioritás. Különösen nehéz volt a Bach-korszakban 1850 és 1859 között. Az Osztrák Birodalom történetében neoabszolutizmusként vagy Bach abszolutizmusaként ismert időszak az Osztrák Birodalom központosítása és a németesítés jegyében zajlott. Horvátországban megszűnt a kormány és a parlament, a horvát megyék elvesztették történelmi függetlenségüket, és a német vált a hivatalos nyelvvé. Ebben az időszakban adta ki a Matica a Neven folyóiratot (1852-1857).

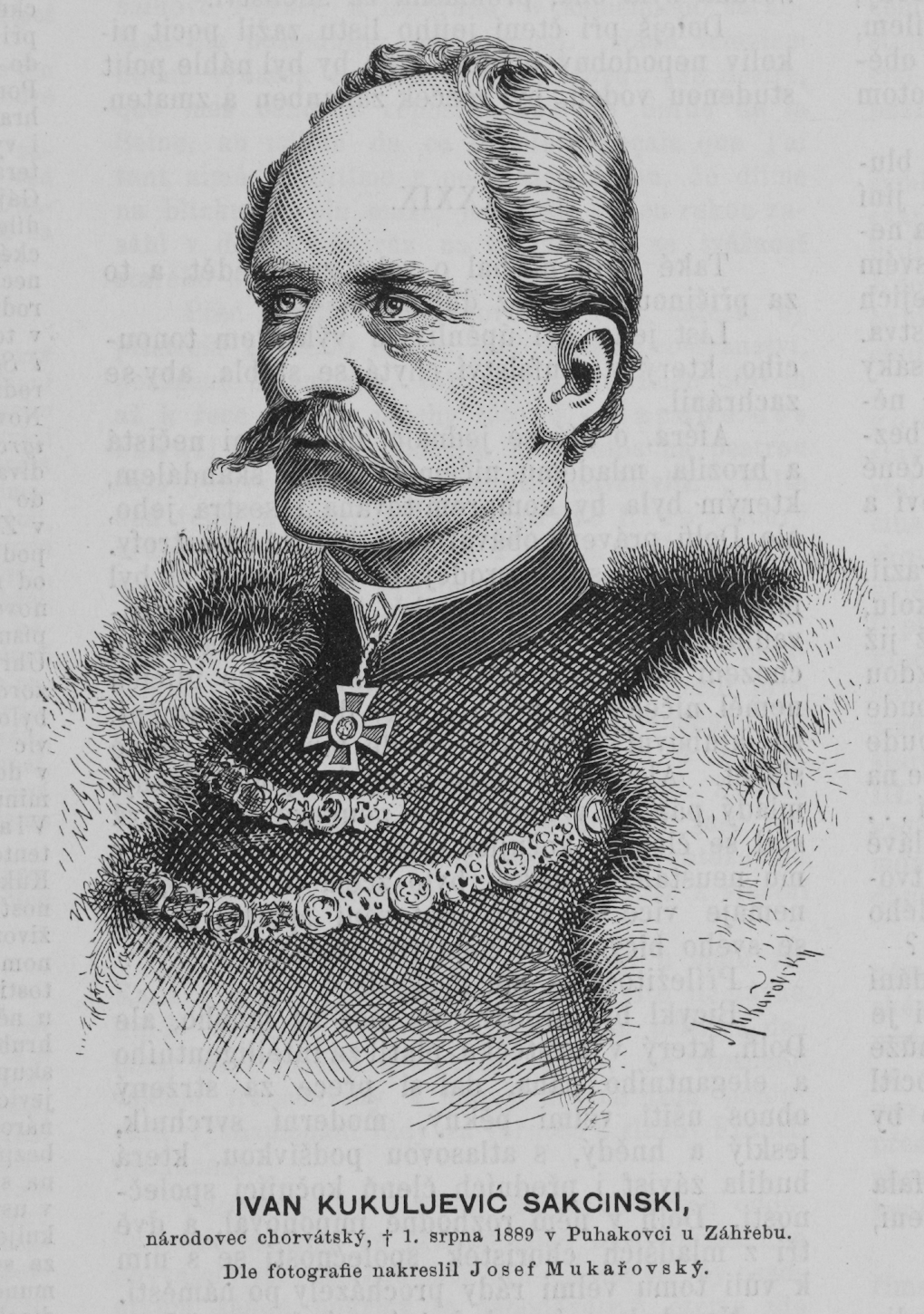
Ivan Kukuljević Sakcinski az ötödik elnök

### A fellendülés időszaka
Már a vasszigor enyhülésének időszaka volt, amikor 1866-ban megalakult a Jugoszláv Tudományos és Művészeti Akadémia, melyhez a Matica ilirska is csatlakozott, hogy együtt nyomtathasson és publikálhasson irodalmi és tudományos műveket. A sok nézeteltérés miatt azonban ezek az intézmények fokozatosan megszüntették az együttműködést. Ivan Mažuranić elnöksége idején kezdte Matica kiadni a Književnik (1864–1866) és a Vijenac (1869–) irodalmi-tudományos folyóiratokat. Szintén ekkor jelentek meg a Hrvatsko kolo (1905–1961; 1905–1948 és 1952–1961, mint éves antológia; 1948–1952 mint újság) és a Glas Matice hrvatske (1906–1909) kiadványok is.
Miután a Matica ilirska 1874-ben megszüntette együttműködését a Jugoszláv Tudományos és Művészeti Akadémiával, visszanyerte teljes függetlenségét. Ebben az időszakban az elnök Ivan Kukuljević Sakcinski volt, akinek elnöksége alatt a Matica ilirska megváltoztatta a nevét és Matica hrvatska néven működött tovább. Ebben az időszakban a Matica, mely már mintegy 250 könyvet adott ki Horvátország legnagyobb kiadójává vált. Célja immár kizárólag a szépirodalom kiadása lett. 1900. március 17-én a Matica hrvatska és a Horvát Művészek Szövetsége megalapította a Horvát Írószövetséget. Ebben az időszakban a Matica számos témában publikált műveket, mint például: horvát- és világtörténet (Tadija Smičiklas Horvátország története két kötetben); földrajz; papírgyártás; nyomtatás; elektromosság; mágnesesség, ércek; fizika; kémia; irodalomtörténet és művészettörténet. A Matica az irodalmi modernizmus legjobb horvát íróitól, valamint az irodalmi realistáktól klasszikus regényeket is publikált. Ezek olyan írók voltak, mint August Šenoa, Josip Eugen Tomić, Eugen Kumičić, Janko Leskovar és Vjenceslav Novak (modernizmus); valamint Petar Preradović, Stanko Vraz, Luka Botić és Franjo Marković (realizmus). Két horvát költészeti antológia is megjelent August Šenoa és Hugo Badalić tollából. A 19. század végére a Maticának több mint négyszáz értékesítője és közel tízezer előfizetője volt.

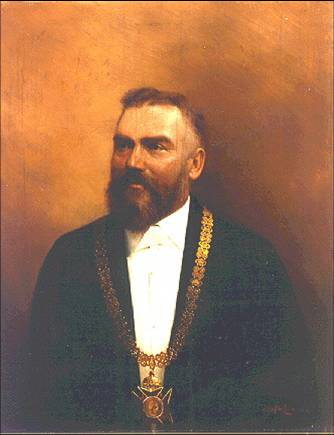
Tadija Smičiklas

### 20. század első felében
Az első világháború után Horvátország az új szerb–horvát–szlovén állam része lett. A háború utáni időszakban a Matica válságot élt át, ami a bevételek visszaesésében nyilvánult meg, amit a háború miatti lakosság vásárlóerejének csökkenése okozott, miközben az állam nem nyújtott pénzbeli támogatást. Ennek ellenére a Matica számos olyan prominens horvát író által írt könyvet jelentetett meg, mint: Miroslav Krleža, August Cesarec, Vladimir Nazor, Milutin Cihlar Nehajev, Tin Ujević, Nikola Šop, Ivo Kozarčanin, Mile Budak, Ivan Goran Kovačić, Dragutin Tadijanović, Dobriša Cesari , Mate Balota, Ivana Brlić-Mažuranić és Sida Košutić.  1928 után a Matica elkezdte kiadni a Hrvatska revija folyóiratot, mely a mai napig megjelenik. 1931 és 1940 között a Matica középiskolai tanárok és diákok számára kiadta, illetve támogatta az „Omladina” és a Nastavni vjesnik folyóiratokat, valamint a Hrvatska misao (Szarajevó, 1943-1944) és a Hrvatski sjever (Eszék, 1944) folyóiratokat. 1936 és 1943 között a Matica Zágrábban, Csáktornyán, Eszéken, Sziszeken, Károlyvárosban, Szamoborban, Varasdon, Vinkovcén, Vukováron, Dubrovnikban és Szarajevóban megalapította első helyi szervezeteit.
1941. január 11-én Horvátországi Banovina kormánya határozatot hozott a Matica irányító és felügyelő bizottságának feloszlásáról és Ante Martinović személyében biztost rendelt föléje. Jugoszlávia német inváziója után Horvátország területén megalakult a náci bábállam, az úgynevezett Független Horvát Állam (NDH). A megszállás ezen időszakában a Matica számos hazai és külföldi író által írt könyveket és fiataloknak szóló irodalmat jelentetett meg. Az NDH Kormánya döntést hozott a biztos felmentéséről.

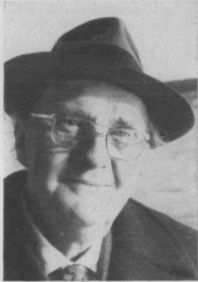
Gustav Krklec

### A második világháború után
1945 és 1991 között a Matica a kommunista Jugoszláviában a belgrádi központi kormányzatnak a nemzeti jellegű intézményhez való negatív hozzáállása miatt nehéz körülmények között működött. Mivel Jugoszlávia soknemzetiségű állam volt, úgy ítélték meg, hogy a nacionalizmus minden túlzott hangsúlyozása alááshatja Jugoszlávia népeinek egységét. A Matica épületeit államosították, és a Matica mellett sok más kiadó is megjelent. E nehézségek ellenére a Matica továbbra is aktívan publikált különféle könyveket, antológiákat, filozófiai műveket, monográfiákat.
1954 decemberében 25 szerb, horvát, bosnyák író és nyelvész aláírta az újvidéki megállapodást, mely Jugoszlávia területén bevezette az egységes szerbhorvát irodalmi nyelvet. A Matica hrvatska és a Matica srpska 1960-ban adott ki egy szerbhorvát helyesírási kézikönyvet. Bár a szerb és jugoszláv párttisztviselők és értelmiségiek minden szinten széles körben dicsérték az ortográfiát, a horvát értelmiségiek élesen kritizálták a helyesírást, mert túlságosan szerb centrikusnak tartották azt. Kritikáik főként a két nyelv közötti nagyobb különbségek esetének elemzéséből fakadtak, és azt állították, hogy a szótár a nyelv keleti változatát részesíti előnyben a horváttal szemben. 1960-ban a Matica megalapította kiadóintézetét.
A Matica folytatta helyi szervezeteinek létrehozását. Ebben az időszakban összesen 55 ilyen szervezet létesült. A Matica hrvatska fontos szerepet játszott a horvát nyelv szabványosításában és népszerűsítésében. 1971-ben, a horvát tavasz idején felmondta az újvidéki megállapodást, és megkezdte a horvát művek nyomtatását. Nem sokkal 1971. december 20. után a kommunista hatóságok betiltották a munkáját. Az 1990-es többpárti választások után, de Horvátország függetlenné válása előtt (hivatalosan 1990. december 8-án) folytatta működését. Mivel a horvát nyelv ezután már nem volt kitéve politikai befolyásnak, a szervezet azóta több mint 130 helyi szervezetet alapított szerte Horvátországban és Bosznia-Hercegovinában.

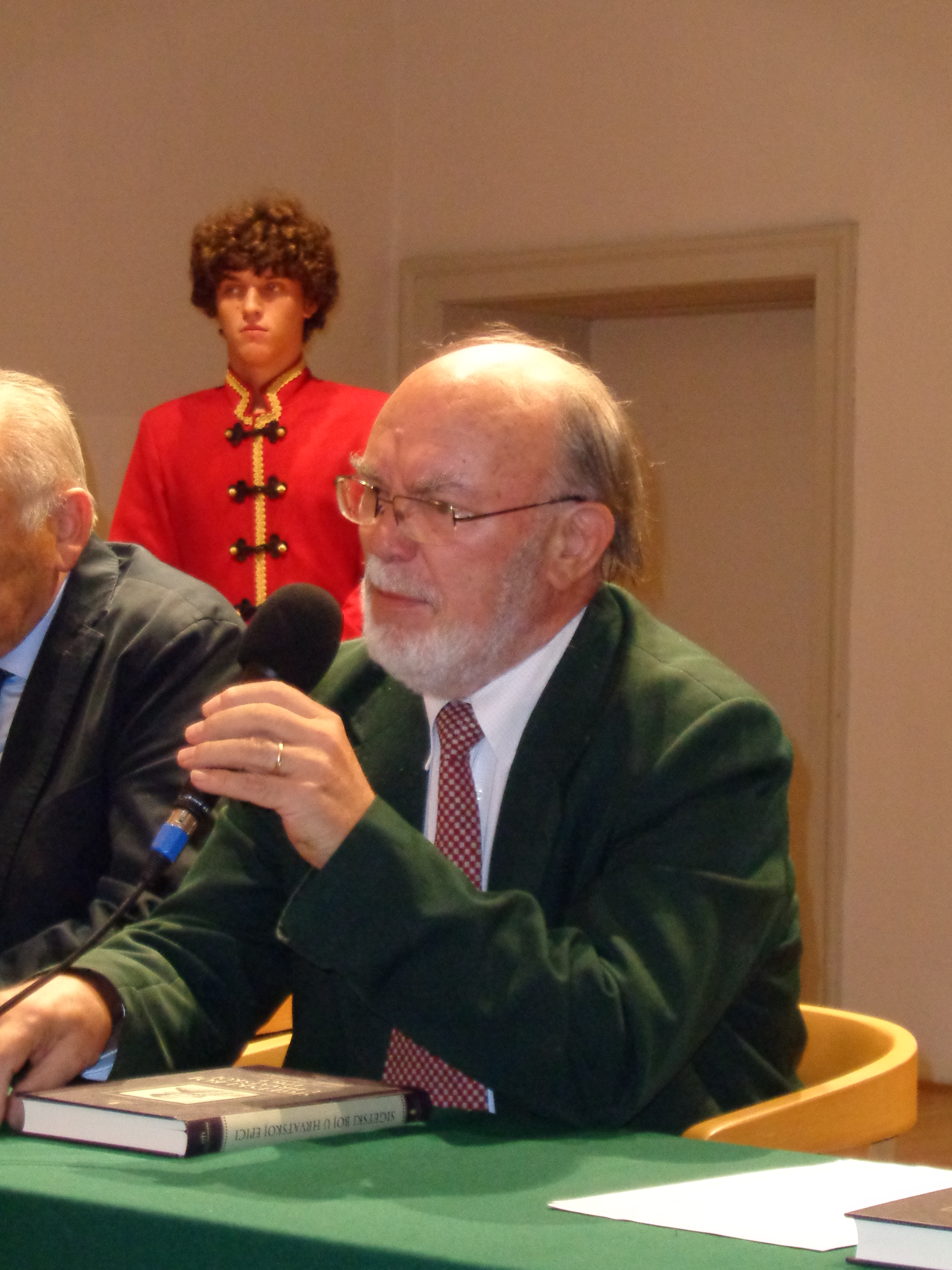
Josip Bratulić

## Elnökei
- Janko Drašković (1842. – 1850.)
- Ambroz Vranyczány (1851. – 1857.)
- Ivan Mažuranić (1858. – 1872.)
- Matija Mesić (1872. – 1874.)
- Ivan Kukuljević Sakcinski (1874. – 1889.)
- Tadija Smičiklas (1889. – 1901.)
- Ivan Trnski (1901. – 1902.)
- Đuro Arnold (1902. – 1909.)
- Oton Kučera (1909. – 1917.)
- Krsto Pavletić (1917. – 1919.)
- Fran Tućan (1919. – 1920.)
- Dragutin Domjanić (1920. – 1927.)
- Albert Bazala (1927. – 1928.)
- Filip Lukas (1928. – 1945.)
- Mihovil Nikolić (1945. – 1950.)
- Gustav Krklec (1950. – 1954.)

- Jakša Ravlić (1954. – 1968.)
- Hrvoje Iveković (1968. – 1970.)
- Ljudevit Jonke (1970. – 1971.)
- betiltva (1971. – 1990.)
- Petar Šegedin (1990.)
- Vlado Gotovac (1990. – 1996.)
- Josip Bratulić (1996. – 2002.)
- Igor Zidić (2002. – 2014.)

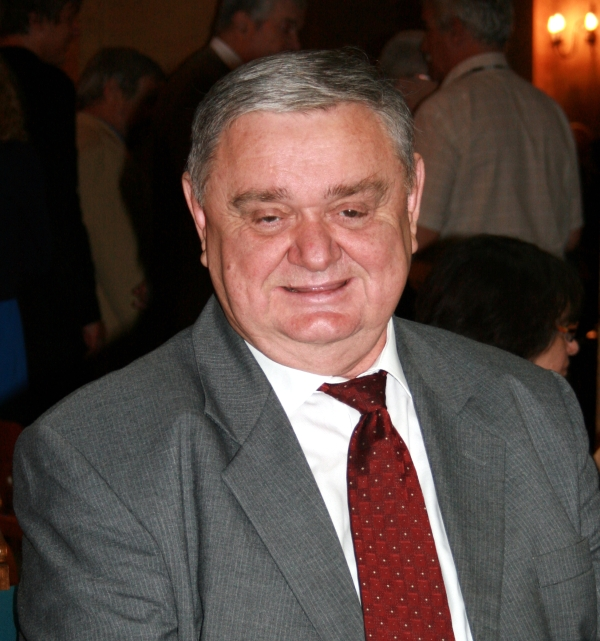
Stjepan Damjanović

- Stjepan Damjanović (2014. – 2018.)
- Stipe Botica (2018. – 2021.)
- Miro Gavran (2021. – )

## Fordítás
- Ez a szócikk részben vagy egészben  a   Matica hrvatska című angol Wikipédia-szócikk ezen változatának fordításán alapul.  Az eredeti cikk szerkesztőit annak laptörténete sorolja fel. Ez a jelzés csupán a megfogalmazás eredetét és a szerzői jogokat jelzi, nem szolgál a cikkben szereplő információk forrásmegjelöléseként.
- Ez a szócikk részben vagy egészben  a   Matica hrvatska című horvát Wikipédia-szócikk ezen változatának fordításán alapul.  Az eredeti cikk szerkesztőit annak laptörténete sorolja fel. Ez a jelzés csupán a megfogalmazás eredetét és a szerzői jogokat jelzi, nem szolgál a cikkben szereplő információk forrásmegjelöléseként.